# آدولف ویکلوند
آدولف ویکلوند (سوئدی: Adolf Wiklund؛ ۱۹ دسامبر ۱۹۲۱ – ۲۱ سپتامبر ۱۹۷۰) ورزشکار ورزش دوگانه اهل سوئد بود.
وی در مسابقات کشوری و بین‌المللی در مجموع برندهٔ ۲ مدال طلا، ۱ مدال نقره شده‌است.